# كوينتين سيرون
كوينتين سيرون مواليد 25 فبراير 1990 في إيتربيك، هو لاعب كرة سلة بلجيكي. بدأ مسيرته الاحترافية في سنة 2011. يلعب كلاعب هجوم خلفي. يحمل الرقم 5. يبلغ طوله 6 قدم 4 بوصة (1.9 م). لعب مع نادي أوستند لكرة السلة في الدوري البلجيكي لكرة السلة الدرجة الأولى وبي سي إم جرافيلين في الدوري الفرنسي لكرة السلة الدرجة الأولى.

## الإنجازات
نادي أوستند لكرة السلة
- الدوري البلجيكي لكرة السلة الدرجة الأولى (5): 2011–12، 2012–13، 2013–14، 2014–15، 2015–16
- كأس بلجيكا لكرة السلة (4): 2012–13، 2013–14، 2014–15، 2015–16

## روابط خارجية
- كوينتين سيرون على موقع الاتحاد الدولي لكرة السلة (الإنجليزية)
- كوينتين سيرون على موقع الدوري الأوروبي لكرة السلة (الإنجليزية)
- كوينتين سيرون على موقع الدوري الإسباني لكرة السلة (الإسبانية)
- كوينتين سيرون على موقع كرة السلة الأوروبية.كوم (الإنجليزية)
- كوينتين سيرون على موقع ريلجم (الإنجليزية)
- كوينتين سيرون على موقع بروبوليرز (الإنجليزية)
- كوينتين سيرون على موقع سبورتس رفرنس (الإنجليزية)